# Fritz Söllner
Fritz Söllner (* 16. September 1963 in Kronach) ist ein deutscher Ökonom.

## Leben
Von 1982 bis 1987 studierte er Betriebswirtschaftslehre (Dipl.) an der Universität Bayreuth (1987 Dipl.-Kaufmann, 1990 Dr. rer. pol., 1996 Dr. rer. pol. habil.). Von 1989 bis 1997 war er Assistent am Lehrstuhl VWL III (Finanzwissenschaft) der Universität Bayreuth. Von 1991 bis 1992 forschte er als John F. Kennedy-Fellow an der Harvard University (Center for European Studies). Von 1997 bis 1998 vertrat er die C4-Professur für Volkswirtschaftslehre (VWL) (insbesondere Finanzwissenschaft) an der TU Ilmenau. Seit 1998 ist er Inhaber des Lehrstuhls.
Er ist Mitglied der International Society for Ecological Economics und des Vereins für Socialpolitik. Seit 2021 ist er Mitglied im Netzwerk Wissenschaftsfreiheit.
Seine Forschungsschwerpunkte sind Migrationspolitik, Umweltökonomie und Umweltpolitik, Theorie und Politik des Finanzausgleichs und Geschichte des ökonomischen Denkens.
2023 hielt Söllner einen Vortrag in der zur Neuen Rechten gezählten Bibliothek des Konservatismus. In der Jungen Freiheit verglich er die Wirtschaftspolitik der Ampel-Koalition mit der Kriegswirtschaft des Dritten Reiches.

## Veröffentlichungen (Auswahl)
- Krise als Mittel zur Macht. Mit einem Vorwort von Thilo Sarrazin. Langen Müller, München 2022, ISBN 978-3-7844-3640-1.
- Die Moralapostel. Zerstörung eines Exportweltmeisters. Langen Müller, München 2024, ISBN 978-3-7844-3715-6.